# Thường dân
Thường dân hay còn gọi là dân thường, dân đen hoặc thứ dân, theo cách dùng cũ chỉ đến một người bình thường trong cộng đồng hay trong một quốc gia mà không có nổi một địa vị xã hội đáng kể nào, đặc biệt là người không phải thành viên của Hoàng gia, Hoàng tộc, quý tộc hay cũng chẳng phải một phần của tầng lớp quý tộc. Tùy thuộc vào từng nền văn hóa và giai đoạn khác nhau mà những con người cao quý khác (ví dụ như giáo sĩ) có thể tự mình có được địa vị xã hội cao hơn, hoặc bị coi là thường dân nếu thiếu đi dòng dõi quý tộc.

## Phân tầng xã hội ở các nền văn minh phi Tây phương
Nhà sử học so sánh người Đức là Oswald Spengler đã tìm ra sự phân chia xã hội thành giới quý tộc, linh mục/thầy tu và thường dân vốn xảy ra lặp đi lặp lại ở rất nhiều nền văn minh khác nhau mà ông đã quan sát và nghiên cứu (mặc dù sự phân chia này có thể không tồn tại đối với xã hội tiền văn minh). Lấy ví dụ, ở nền văn minh Babylon, Bộ luật Hammurabi đã đưa ra điều khoản về sự trừng phạt bằng búa nghiền đối với hành vi gây hại cho quý tộc hơn là cho thường dân.